# Ferdinand von Kleist
Pour les articles homonymes, voir Kleist.
Ferdinand Wilhelm Reimar Alexander von Kleist (né le 5 décembre 1797 à Groß Schönebeck et mort le 28 juin 1867 à Berlin) est un général d'infanterie prussien.

## Biographie

### Origine
Ferdinand von Kleist est membre de la famille noble de Poméranie von Kleist, petit-fils du général de division prussien Reimar von Kleist (de) (1710-1782) et fils du chef forestier prussien du duché de Magdebourg, Friedrich Wilhelm Ernst Ferdinand von Kleist (1767 -1841) et son épouse Dorothea Wilhelmine Corse (1769-1842).

### Carrière militaire
Kleist s'engage dans les guerres napoléoniennes le 2 février 1813 comme chasseur à pied volontaire dans le détachement de la Garde. En 1813, il est promu sous-lieutenant et est grièvement blessé à Lützen, ce qui lui vaut l'ordre de Saint-Vladimir de 4e classe. En avril 1814, Kleist est incorporé dans le 1er régiment à pied de la Garde et est promu premier lieutnant en 1821, capitaine et commandant de compagnie en 1831, commandant de la compagnie de corps en 1834 et major en 1840. C'est à ce rang qu'il prend en charge le 2e bataillon en 1845 et est promu lieutenant-colonel en 1849. La même année, il devient commandant de la 2e régiment à pied de la Garde. En 1851, il est promu colonel et reçoit l'ordre de Saint-Jean en 1852. Le 10 mai 1855, Kleist est nommé commandant de la 3e brigade d'infanterie de la Garde et le 12 juin 1855, il est mis à la suite du 2e régiment à pied de la Garde et nommé commandant de la 2e brigade d'infanterie de la Garde. La même année, il est promu général de division et reçoit l'ordre de l'Aigle rouge de 2e classe avec feuilles de chêne. En 1858, Kleist devient commandant de la 15e division d'infanterie et devient lieutenant général. L'année suivante, il est décoré de l'étoile de l'ordre de l'Aigle rouge. Pour ses 50 ans de service dans l'armée prussienne, Kleist reçoit l'ordre de la Couronne de 1re classe. En 1861, il reçoit l'ordre de l'Aigle rouge de 1re classe et l'ordre de la Couronne de fer, et en 1863 la Grand-Croix de l'ordre du Faucon blanc.
Sur ordre de la Confédération germanique, Kleist passe en revue le contingent autrichien en 1863, en compagnie du Generalfeldzeugmeister prince Charles de Prusse. En tant qu'adjudant-général, il est au service personnel du roi Guillaume Ier en 1864 et est nommé par celui-ci gouverneur de Cologne. En 1864, Kleist reçoit encore une fois une distinction particulière : l'ordre de l'Aigle blanc, la troisième plus haute décoration impériale russe. Sa demande de départ ayant déjà été rejetée une fois en mars 1864, le roi le promeut le 20 décembre 1864 au grade de général d'infanterie et le met à disposition avec une pension. Il reste cependant jusqu'à sa mort dans la position d'adjudant-général.
Kleist est inhumé à Potsdam le 29 juin 1867.

### Famille
En 1831, Kleist se marie avec Leopoldine Eleonore Henriette Sophie Marianne comtesse von der Goltz (née le 31 mars 1810 et mort le 20 octobre 1845 à Potsdam). Elle est la fille du lieutenant général prussien et envoyé à Paris, Karl Friedrich Heinrich von der Goltz (1775-1822) et de son épouse Julie von Seckendorff de la branche d'Abedar (1786-1857). Le mariage reste sans enfant.